# ケベック州

ケベック州
仏: Québec

| ケベック州の旗 | ケベック州の州章 |
| -------------- | ---------------- |
| （州旗）       | （州章）         |

モットー: "Je me souviens"
ジュ・ム・スヴィアン (私は忘れない)

| 基本データ                                 | |
| 州花                                       | イリス・ベルシコロル （Iris versicolore） |
| 州木                                       | 黄樺 （Bouleau jaune） |
| 州鳥                                       | シロフクロウ |
| 州都                                       | ケベック市 |
| 最大の都市                                 | モントリオール |
| 州の公用語                                 | 仏語（ケベック・フランス語） |
| 面積 - 総計 - 陸地 - 水域（割合） 最高標高 | （国内第2位） 1,542,056 km² 1,183,128 km² 176,928 km² (11.5%) 1,652 m                                                                             |
| 人口（2021年） - 総計 - 人口密度           | （国内第2位） 8,501,833 人 5.5 人/km² |
| GDP（2017年） - 州合計 - 1人当たり         | （国内第2位） 3809億7200万[1]カナダドル 5万3,492カナダドル                                                                                        |
| 連邦政府加入 - 順番 - 加入年月日           | 1番目 1867年7月1日 |
| 時間帯                                     | 【西経63度以西】（大部分） 東部標準時（EST、UTC-5） 東部夏時間（EDT、UTC-4） 【西経63度以東】 大西洋標準時（AST、UTC-4） 夏時間は採用していない。 |
| 郵便コード 郵便番号 ISO 3166-2:CA          | QC G H J CA-QC |
| 公式サイト                                 | www.quebec.ca |
| 行政                                       | |
| 副総督                                     | マノン・ジャノート（フランス語版） |
| 州首相                                     | フランソワ・ルゴー（フランス語版）（CAQ） |
| カナダ議会 -下院議席数 -上院議席数         | 78 24 |

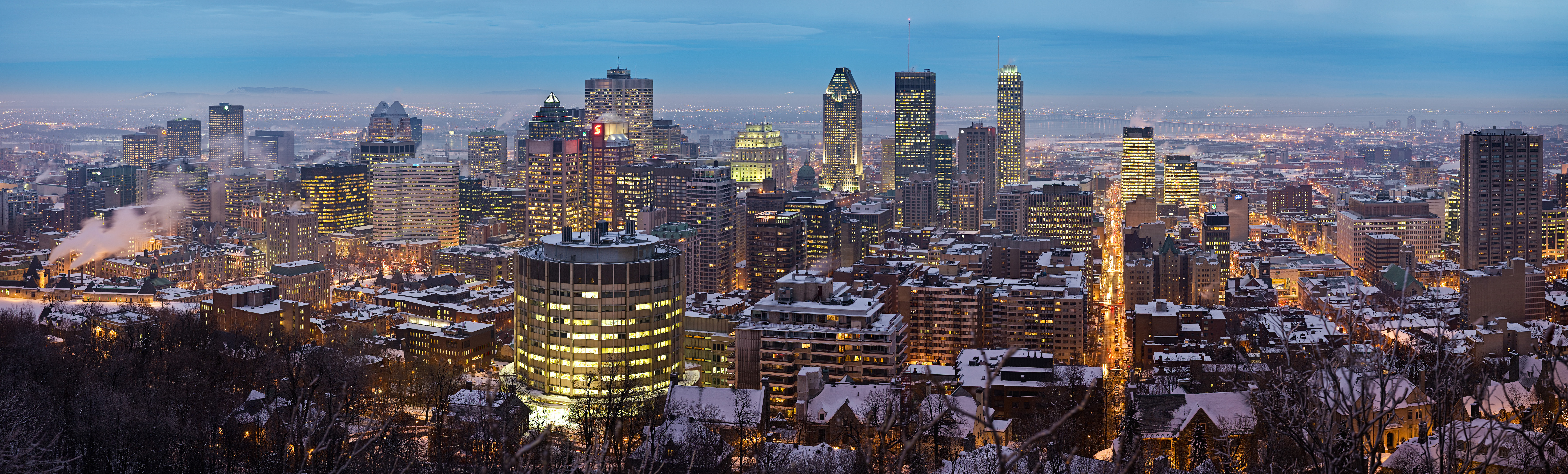
モントリオールのオフィス街
一部は英語圏でもある

ケベック州（ケベックしゅう、フランス語: Québec [kebɛk] ( 音声ファイル) )は、カナダの東部に位置する州。仏語圏であり、公用語は仏語。略称はQC。州都はケベック市で、最大の都市はモントリオール。

## 概要
総面積1,542,056平方キロ、人口850万1833人（2021年国勢調査）。カナダの州・準州の中では、面積はヌナブト準州に次いで第2位、人口はオンタリオ州に次いで第2位である。州都はケベック市だが、州最大の都市はモントリオール。モントリオール市はフランス語圏の都市としてはパリ・キンシャサに次ぐ規模の都市であり、北米大陸でも重要な地位を占めている。また、ケベック州の人口の約半分がモントリオール大都市圏に集中している。漢字表記は喜別久、貴壁。
| 母語話者（ケベック州） 2011 | 母語話者（ケベック州） 2011 | 母語話者（ケベック州） 2011 | 母語話者（ケベック州） 2011 | 母語話者（ケベック州） 2011 |
| --------------------------- | --------------------------- | --------------------------- | --------------------------- | --------------------------- |
|                             |                             |                             |                             |                             |
| 仏語                        | 仏語                        |                             | 78.1%                       | 78.1%                       |
| 英語                        | 英語                        |                             | 7.7%                        | 7.7%                        |
| アラビア語                  | アラビア語                  |                             | 2.1%                        | 2.1%                        |
| スペイン語                  | スペイン語                  |                             | 1.8%                        | 1.8%                        |
| イタリア語                  | イタリア語                  |                             | 1.6%                        | 1.6%                        |

| 人種構成（ケベック州） 2006 | 人種構成（ケベック州） 2006 | 人種構成（ケベック州） 2006 | 人種構成（ケベック州） 2006 | 人種構成（ケベック州） 2006 |
| --------------------------- | --------------------------- | --------------------------- | --------------------------- | --------------------------- |
|                             |                             |                             |                             |                             |
| 白人                        | 白人                        |                             | 89.7%                       | 89.7%                       |
| 黒人                        | 黒人                        |                             | 2.5%                        | 2.5%                        |
| アラブ系                    | アラブ系                    |                             | 1.5%                        | 1.5%                        |
| 先住民                      | 先住民                      |                             | 1.5%                        | 1.5%                        |
| ラテンアメリカ系            | ラテンアメリカ系            |                             | 1.2%                        | 1.2%                        |
| 中国系                      | 中国系                      |                             | 1.1%                        | 1.1%                        |
| 南アジア系                  | 南アジア系                  |                             | 1.0%                        | 1.0%                        |
| その他の有色人種            | その他の有色人種            |                             | 1.6%                        | 1.6%                        |

## 地理

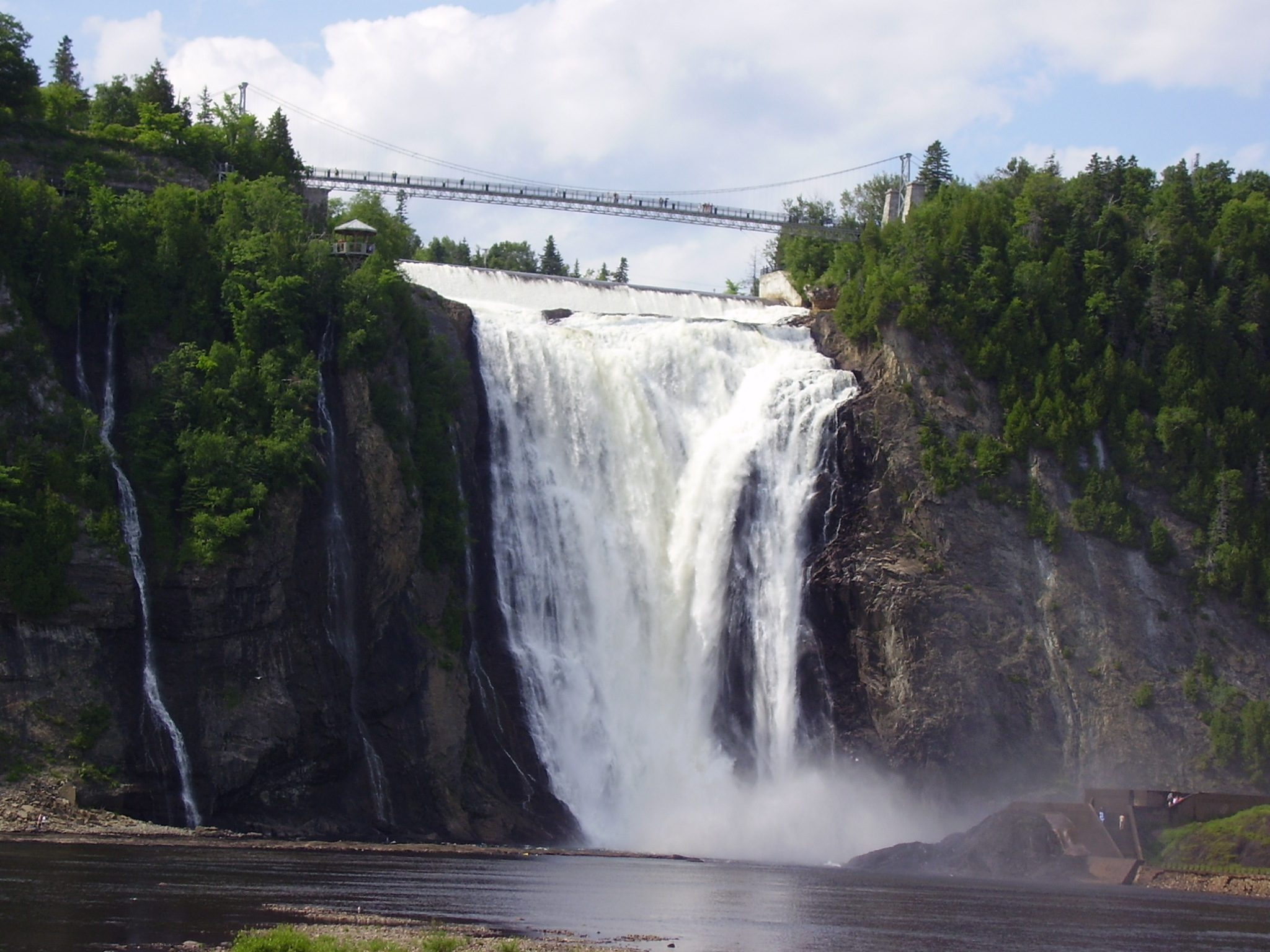
ケベック・シティー郊外のモンモレンシー滝。

南から西にかけてオンタリオ州と接し、西北部はハドソン湾に面する。北部は北極海に面し、ラブラドール半島の東北部はニューファンドランド・ラブラドール州のラブラドール地方となっている。東部は大西洋に繋がるセントローレンス湾に面し、ニューブランズウィック州やアメリカ合衆国東北部に接する。最高峰はトーンガット山脈のディバーヴィル山（1,622m）。州の南部にはローレンシャン山地が広がり、その南のローレンス湾沿いには平野があってアメリカ合衆国との国境を形成している。オンタリオ湖からセントローレンス川を伝ってセントローレンス湾に水が流れ、大西洋に至る。州人口の大部分は州南部のセントローレンス川流域に居住している。北部はラブラドール半島に属し、タイガ、ツンドラ、湖、川が広がる。人口は極僅かで、小さな集落が見られる程度となっている。
また、セントローレンス湾にアンティコスティ島や、マドレーヌ諸島を領有している。

### 地域

#### 地方行政区分
州最南西部はアクウェサスという先住民モホーク族の居留地となっており、アメリカ合衆国ニューヨーク州とケベック州、オンタリオ州にまたがっている。カナダ側のケベック州からはセントローレンス川により遮断されているためにアメリカに一旦入国しないと入境できない飛び地になっており、また領域内には地図上では国境線が引かれているものの、国境管理等は無く自由に行き来できるようになっている。地図上に国境があっても国境管理がなされていない北米では希有な地域となっている。

### 主要都市
- モントリオール (Montréal)

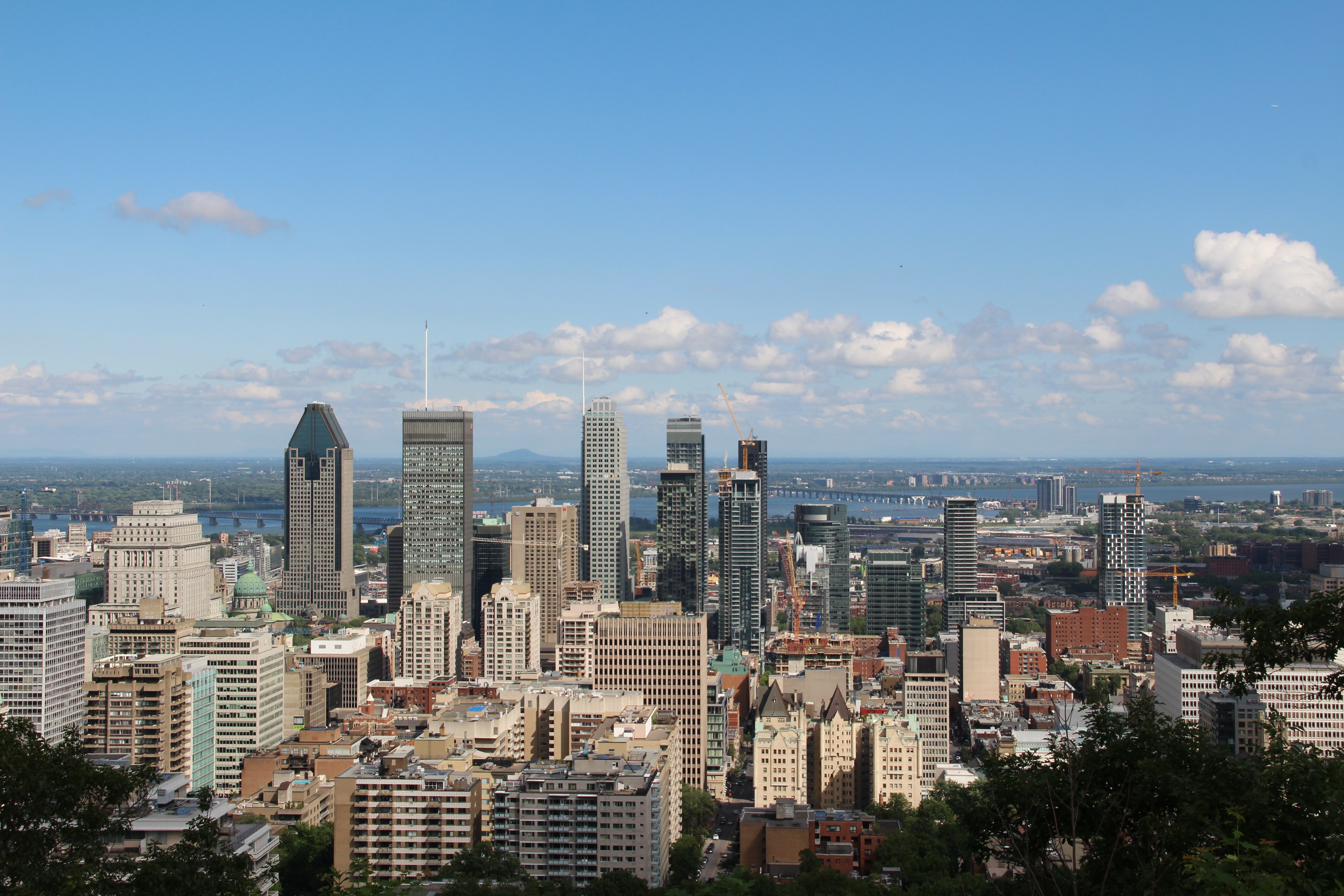
州内最大都市であるモントリオールの都心部風景

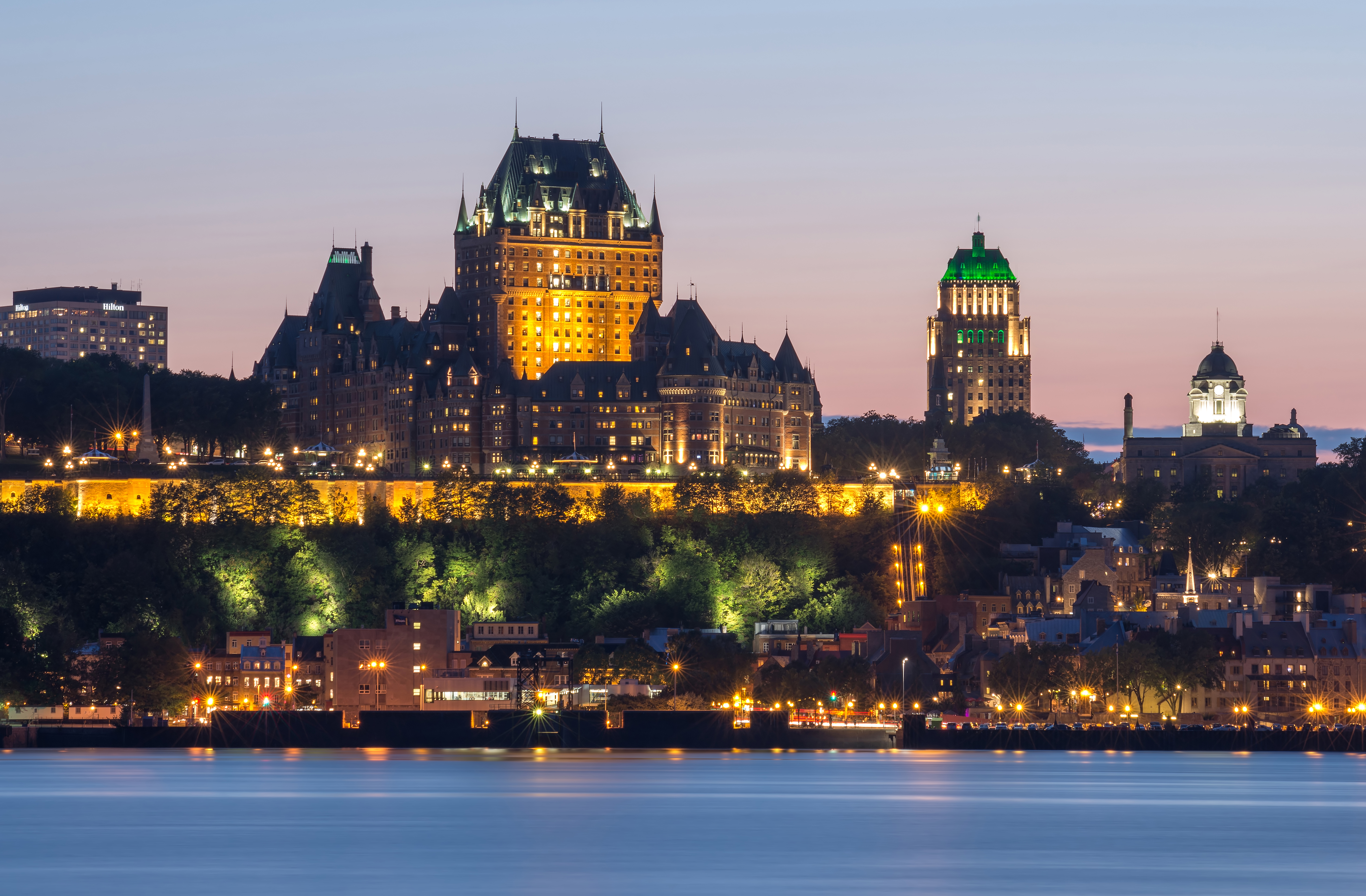
州都であるケベック・シティー

- ケベック・シティー (Québec) (ヴィル・ド・ケベック / Ville de Québec)
- ラヴァル (Laval)
- ガティノー (Gatineau)
- ロンゲール (Longueuil)
- シェルブルック (Sherbrooke)
- サグネ (Saguenay)
- レヴィ (Lévis)
- トロワ・リヴィエール (Trois-Rivières)
- テルボンヌ (Terrebonne)
- サン・ジャン・シュール・リシュリュー (Saint-Jean-sur-Richelieu)
- ブロサード (Brossard)
- ルパンティニー (Repentigny)
- ドラモンビル (Drummondville)
- サン・ジェローム (Saint-Jérôme)
- グランビー (Granby)
- ビクトリアビル (Victoriaville)

## 歴史

### 先コロンブス期
クリストバル・コロン（クリストファー・コロンブス）がアメリカ大陸に到達するまでは、この地域にはアルゴンキン族（クリー族（Cris）、ミックマック族（Micmacs）含む）、及びイロコワ族（モホーク族（Mohawks）含む）などの狩猟インディヘナが居住していた。また北部にはイヌイット族(Inuits)も居住していた。

### フランス人の入植
1492年にスペインのカトリック両王の命を受けたジェノヴァ人の航海者コロンブスがイスパニョーラ島へ到達し、アメリカ大陸を「発見」すると、ヨーロッパ人によるアメリカ大陸の植民地化が進み、ケベックにも1534年にフランス王フランソワ1世の命を受けた探険家、ジャック・カルティエが到達した。カルティエはセントローレンス湾周辺を探検し、この地を「ヌーヴェル・フランス」（ニュー・フランス）と名付け、フランス王による領有を宣言した。
1604年にサミュエル・ド・シャンプランにより最初の定住植民地が開拓され、1608年にはヴィル・ド・ケベック（現在のケベック・シティー）に毛皮の貿易拠点が建設され、植民地開発が本格化した。ケベック植民地が創設されたことによりフランス人による開拓が進み、1642年にはヴィル・マリー（後のモントリオール）市が建設された。「ヌーヴェル・フランス」（北米フランス植民地）はミシシッピ川流域にまで及んだ。その後、イギリスとフランスの間での北米の覇権争いが続いた。
移民社会は通常、男性の入植者が女性と比較して圧倒的に多く、ヌーベルフランスにおいても当初は同様の傾向が見られたが、ルイ14世による「国王の娘たち」政策によって渡航費や支度金が与えられた女性が入植し、男女比の改善とそれに伴う人口増加がみられた。

### イギリスの支配

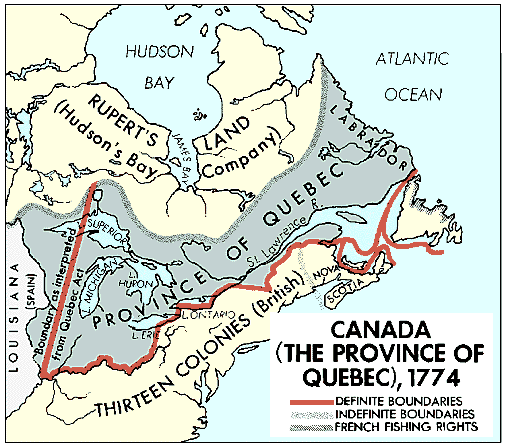
1774年のケベック

18世紀の七年戦争（特に北米での戦争を「フレンチ・インディアン戦争」と呼ぶ）により、ケベック・シティー、モントリオールが相次いで英軍に占領されると、1763年のパリ条約でイギリス領となった。当初、イギリスはフランス人入植者の同化を目指したが、フランス人入植者の多くがケベックを離れなかったことに加え、イギリスからの入植者が増えなかったことから同化政策を断念し、英国議会が制定したケベック法により、フランス民法典やローマ・カトリックの存続が認められ、フランス色が残った。当時のフランス系住民は約6万であった。このため、カナダは英語と仏語を国の公用語としているが、ケベック州では今日までフランス語のみが公用語となっている。

### 連邦への加盟
1776年にイギリスから独立したアメリカは、ケベックの反英感情の強さをテコに連邦参加を呼びかけていたが、当時のケベックの住民はアメリカよりはイギリスに付いていた方が得策と考えていた。ケベックは、1791年に植民地統治法 (Constitutional Act) によって、アッパー・カナダ（後のオンタリオ州）とロウアー・カナダ（後のケベック州）に分割された。1867年のカナダ自治領 (Dominion de Canada) の成立により、ロウアー・カナダ植民地はケベック州となった。元々かなり貧しい州で、社会的にも遅れていたため、近代化がなかなか進まなかった。さらに、経済の重要部門は少数派のイギリス系住民が運営し、州予算は当時から連邦政府に大きく頼らざるを得ない状況であった。フランス系の大半は農業に従事し、教育や社会福祉は教会が主に携わった。カナダ国内で産業化が進行すると、ケベック州においては農村から都市（モントリオール）へ人口が移動するが、モントリオールではイギリス系の商人が事業を展開していたため経済格差が広がり、富裕層はイギリス系住民で労働者階級をフランス系住民が担うという構造であり、フランス語話者はいわば「二級市民」と呼ぶに等しい状況であった。
1898年にカナダ議会により、ルパート・ランド-ノースウエスト準州に属していたジェームズ湾沿いの北部ケベックに領土を拡大した。そして、1912年に、イヌイットが居住する極北のウンガバ半島を加えた。1920年代以降の、電力と非鉄金属などの重工業化はイギリス系とアメリカ資本を中心に行われた。1927年に、当時はカナダと同格の事実上の独立国だったニューファンドランド（現在のニューファンドランド・ラブラドール州）との境界が、英国枢密院司法委員会によって確立されたが、ケベック側は、公式にはこの境界線を認めていない。1944年にはアルミニウムのような産業を拡張するのを助けるためにイドロ・ケベックが設立された。

### 静かなる革命
1960年代の州政府による一連の社会改革（公的部門を基にした経済自立戦略）は、英語系住民によるケベック経済の支配構造を変え始め、教会による教育・社会福祉への関与も州政府の役割に取り替えた。これは州首相ジャン・ルサージュ（ケベック自由党）がはじめた「静かなる革命」と呼ばれるもので、民族主義（ケベック・ナショナリズム）と社会民主主義に動機付けられた。静かなる革命の一環として電力会社の州営化と教育省の設置が行われ、フランス語話者の地位改善が図られた。 1965年に、州民の年金と公共保険を扱うためのケベック州投資信託銀行が設立されたが、同社は債券や株式への投資などを行っており、その後の州の経済発展に寄与している。1976年まで職場において、ボスの言語は英語、労働者はフランス語とされ、企業内は英語に限られていた。

### 20世紀後半のケベック
1967年にモントリオール万国博覧会 (EXPO'67) が開催されている。また、1976年にモントリオールオリンピックも開催されている。
1977年に、フランス語憲章が成立し、英語使用の規制とフランス語使用の促進が図られたため、英語話者のケベックからの転出が増加した。
様々な面でアメリカ合衆国と緊密な、中央政府からの分離主義的傾向が永年にわたってくすぶり、1970年には過激派「ケベック解放戦線」 (FLQ) のテロで、時の労相兼州副首相が誘拐、殺害される惨事（オクトーバー・クライシス）も起こった。政治レベルでの連邦政府への反感も根強いが、独立を巡って1980年と1995年に行われた住民投票では、2回とも否決された。1980年の住民投票では独立反対の割合が約60%。1995年の投票ではモントリオール市民、先住民ならびにメティ（先住民との混血者）たちの反対票が勝敗を決したものの、反対票の割合は約50.6%と賛成と反対の差が縮まっている。カナダ最高裁は単なる過半数の賛成では条件に満たないとした。この背景には、社会的経済的主導権をフランス系住民が完全に握るべきだという主張と、フランス系住民の出生率低下・移民の増加による民族構成変化への不満がある。単純に見ると、独立運動は労働組合と地方の住民に根強い人気があり、不況になると勢いづき、景気が回復すると下火になる。
また、旧英領北アメリカ法 (British North America法) を踏襲した1982年憲法をケベック州のみが批准しておらず、これも火種のひとつとなっている。
1989年3月、太陽風の影響でケベック州の送電線網が機能を停止。約600万世帯に及ぶ大規模な停電の被害を受け、復旧に数か月の時間がかかった。

### 新型コロナウイルスの感染拡大
2021年1月、新型コロナウイルス感染拡大に伴い夜間外出禁止令が発出された。これはスペイン風邪の流行以来の100年ぶりの措置となった。カナダ国内の死者は4月までに約2万4200人を記録したが、多くはオンタリオ州とともにケベック州から生じたものとなった。同年5月1日、モントリオール市内で外出規制に反対する抗議デモが約3万人を集めて行われた。ケベック州政府は、感染拡大の鈍化を理由として、5月3日からモントリオール市内の夜間外出禁止開始時間を1時間半遅らせ午後9時半にすると発表した。

## 政治

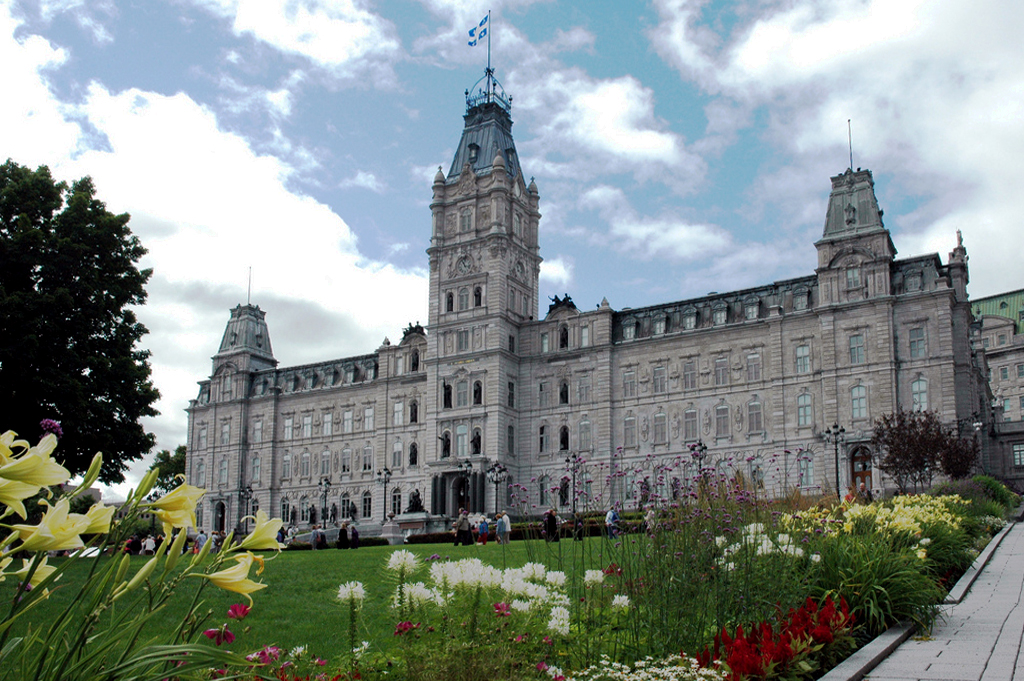
ケベック州議会議事堂。

### 行政
ケベック州はカナダの政治の実権を握っており、カナダの過去の首相の多くを輩出してきた。カナダの首相は英語とフランス語のバイリンガルであることを求められるのでケベック州出身の政治家に有利に働いてきたと言える。1968年以降、非ケベック州出身の首相はジョー・クラーク（1979-1980年）、ジョン・ターナー（1984年）、キム・キャンベル（1993年）、スティーヴン・ハーパー（2004年-2015年）だけである。
連邦議会選挙では独立派のブロック・ケベコワ（左派）と連邦派のカナダ自由党（中道左派）が優勢である一方、ケベックシティを中心とした南部や東部に右派のカナダ保守党の支持者が多い保守主義地域となっているが州全体から見ると少数派であり、過去の選挙でケベック州出身のブライアン・マルルーニー首相のカナダ進歩保守党時代を除き、大半がブロック・ケベコワ、カナダ自由党、新民主党いずれかの左派政党が勝利している。
ケベック州の独立については、緑の党も含めて他のどの連邦政党からも支持されていない。ただし新民主党はケベックの自決権を認めている。1995年に行われた住民投票において、連邦議会の政治指導者層は、イヌイット居住地域の「ヌナビク分離カード」を使って独立運動を牽制した。ケベック州議事堂にはカナダの国旗はなく、ケベック州の旗のみが掲げられている。

### 議会
州議会では、1970年代前半まではケベック自由党と独立派の国民同盟（右翼）の二大政党制だったが、その後、独立派のケベック党（左派）と独立反対派のケベック自由党（中道右派）との二大政党制が成立してきた。しかし、2018年の州選挙ではケベックナショナリズムを掲げる新興の右翼政党であるケベック未来連合（CAQ）が政権に就き、二大政党制は崩壊した。
ケベック自由党は1955年に連邦レベルの自由党から独立した政党で、中道左派の連邦政党とは異なり、中道右派に分類される。このように、連邦議会と州議会ではケベック・ナショナリズムの強いケベック州という特異性から左右の関係が逆転することもあり、右翼政党ケベック未来連合の党首で州首相のフランソワ・ルゴーは左派のケベック党出身である。
これらの事から、ケベック州は伝統的に連邦議会では左派政党が強いものの、政策的には左派ナショナリズムの影響を受けており、ケベック州内においては世界各地からの移民を受け入れてきた多文化社会で自由な気質でリベラルなモントリオール大都市圏以外は圧倒的な白人社会、フランス語単一言語社会、伝統的なカトリックの規範という単一文化的な保守的な風土であるともいえ、カナダ保守党出身で右翼政党カナダ人民党創設者のマキシム・ベルニエや州首相フランソワ・ルゴーのような保守政治家を生み出している。

### 財政

#### 州の予算
ケベック州政府が行う公共サービスはカナダで最も手厚く、カナダの中でも最も欧州大陸・北欧的な福祉国家に近い。その費用はオンタリオ州より150億-170億カナダドル多い。ケベック州では公共部門の比率が高く、2009年時点で508,663人の公務員、教員、看護士やその他の労働者を抱えている。その結果、ケベックは州のGDP比に対する州政府債務比率がカナダで最も高い。その総負債は2010年時点でおよそ1601億カナダドル、州GDP比の53%である。ケベックにおける州税もカナダで最も高い。
州による社会福祉サービスの予算は連邦政府からの平衡交付金に助けられている。カナダでは、地方の財政能力を等しくするため、あまり裕福でない州政府に毎年現金の支払いをするが、このプログラムで最大の受益者は常にケベック州民だった。2009–2010の会計年度における平衡交付金プログラムの総量はおよそ142億カナダドルで、その約6割の83億5500万カナダドルがケベックに支払われている。それでもケベック州蔵相は不十分だと主張し、さらに10億カナダドルの増額を要求した。

### 州の象徴
- 公式的な州歌はないが、ジル・ヴィニョーが1975年作曲した「国の人々」（仏: Gens du pays）が非公式的ながら州歌とされている。
- 州のモットーは、"Je me souviens"（ジュ・ム・スヴィアン：私は忘れない）。

## 対外関係

### 日本との関係

#### 姉妹自治体・提携自治体
姉妹自治体
- 京都府（日本国 近畿地方）
  - 2016年（平成28年）5月26日 - 姉妹自治体提携

## 経済

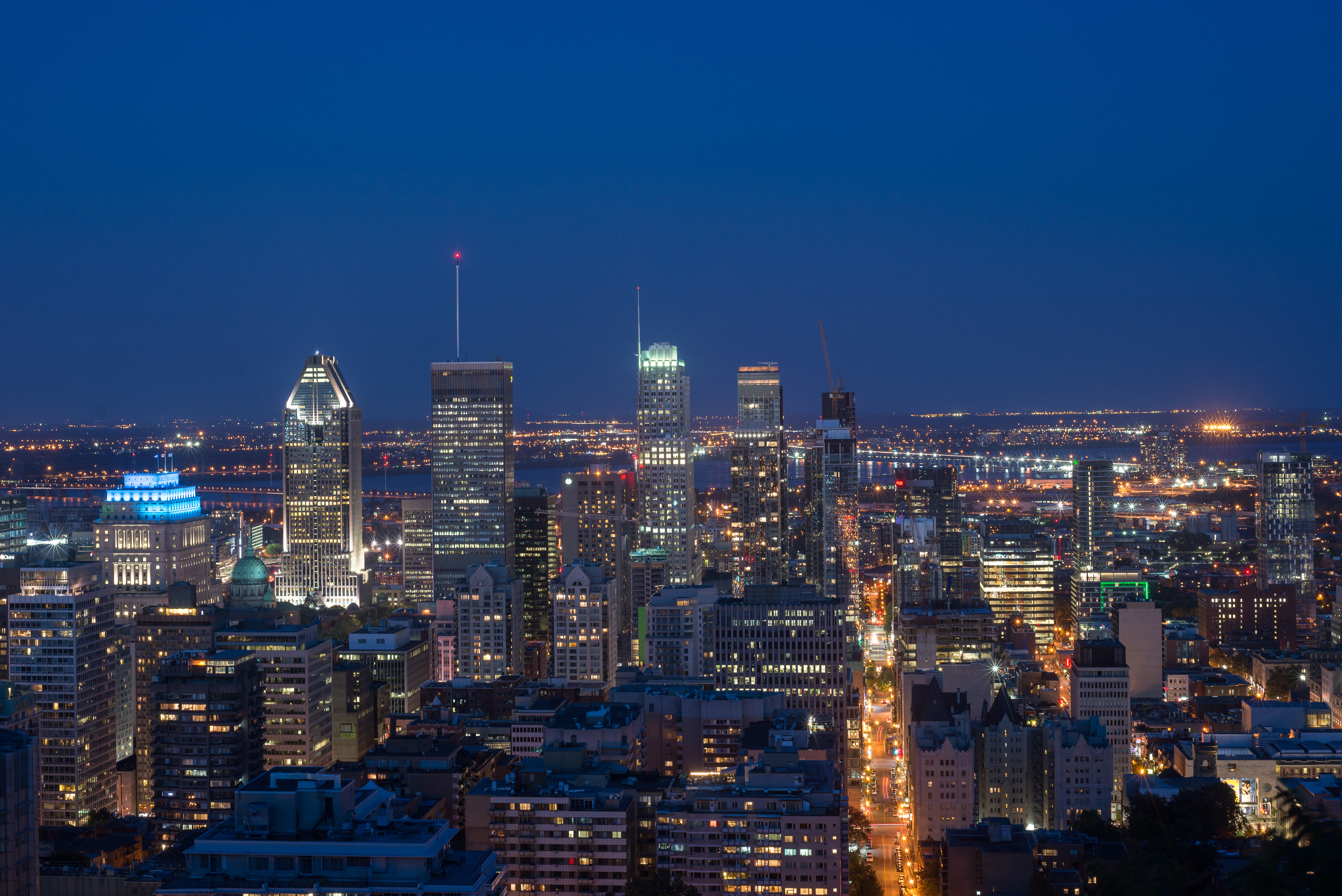
国内第二都市であるモントリオールの都心部夜景

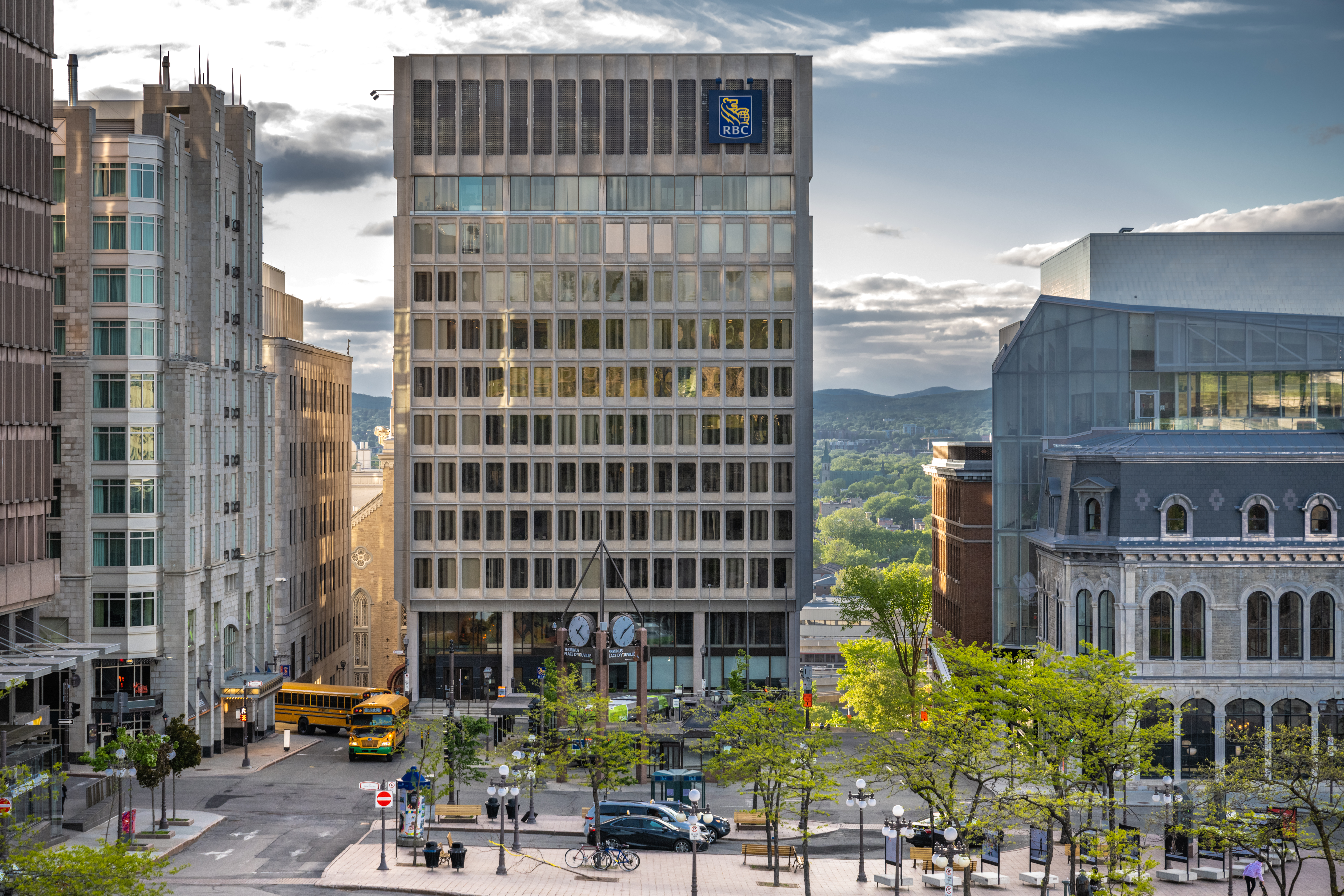
ケベック・シティーのデューヴィル広場に面したオフィス街

ケベックの経済はオンタリオ州に次いでカナダでは第2の規模であるが、州民一人当たりのGDPは4万6126カナダドルであり、カナダ平均よりも低く大西洋諸州と同様の下位（第10位）に位置している。かつては、オンタリオ州に並ぶカナダ経済の中心地であったが、1976年以降の州政府によるフランス文化促進策以降、金融保険業を中心として数十万人の英語系企業や投資資金がトロントなど他の地域に移転し、カナダにおけるケベック経済の地位は急速に低下した。

### 産業
現在は、ケベック州の経済はそれなりに復興しており、モントリオールを中心にハイテク産業が盛んである。航空宇宙産業のボンバルディア、通信事業者のベル・カナダはその代表格である。近年は、政府による積極的な人材育成と企業誘致により、北米におけるソフトウェア情報産業の一大中心地となっている。他にカナダ最大の航空会社と鉄道会社のエアカナダとカナディアン・ナショナル鉄道もケベック州を本社に置いている大企業である。
セントローレンス川沿いは肥沃な農地となっており、酪農、果実、野菜、フォアグラ、メープルシロップの生産が盛んである。特にメープルシロップは世界における生産量の75%を占めている一大産業である。セントローレンス川の北側では林業や製紙業、水力発電が盛んで、イドロ・ケベック社 (Hydro-Québec) は世界最大の水力発電会社であり、ケベック州の電力の99%が水力発電によるものである。
経済的にはアメリカと非常に強く結びついており、輸出先の7割、輸入元の3割を占めている。ケベックのGDPの約3分の1は輸出から生じている。たとえばブリヂストンの工場近代化のため、州政府は2009年に480万カナダドルの助成金を提供したが、その生産物の大部分は米国市場に輸出されている。 かつては耐久性がない商品中心だった製造業は、北米自由貿易協定の発効以後、構造転換を迫られ、多角化を図っている。織物・靴工場は縮小し、パルプ・紙産業の多くが閉鎖された。世界金融危機以後は航空機産業が不調になったが、ベル・ヘリコプターの民間機はミラベルの工場で生産されている。またカナダの安い薬価制度により、製薬・バイオテクノロジー部門は好調である。モントリオールは、バンクーバーとともにゲームソフト企業の集積地になっており、税額控除と人材育成によって映像関係を含めたゲーム産業を誘致している。
1995年に経済学者が、ケベックが独立した場合、通貨切り下げによる莫大な負債と多数の失業者を引き継いで苦しむことになると警告した。カナダという、より大きな経済領域の一部であることは、ケベック州民にとって大きな利点である。

### 主要企業
ケベック州に本拠地のある企業には以下のようなものがある。
- カナダ・ナショナル銀行 （Banque nationale du Canada - 本社：モントリオール）
- エア・カナダ （Air Canada - 本社：モントリオール）
- ボンバルディエ （Bombardier - 本社：モントリオール）
- VIA鉄道 （VIA Rail Canada - 本社：モントリオール）
- カスケイド （Cascades Inc. - 本社：キングセイ・フォールズ）
- ベル・カナダ (Bell Canada - 本社：モントリオール)
- 国際航空運送協会 （Association du transport aérien international）
- リオ・ティント・アルキャン (Rio Tinto Alcan - 本社：モントリオール)
- SNCラバラン (SNC-Lavalin - 本社：モントリオール)
- デジャルダン (Mouvement des Caisses Desjardins - 本社：レヴィ & モントリオール)
- ケベコール (Québecor - 本社：モントリオール)
- イドロ・ケベック (Hydro-Québec - 本社：モントリオール)
- ケベック州投資信託銀行 (Caisse de dépôt et placement du Québec - 本社：ケベック・シティー)
- メトロ (Metro Inc. - 本社：モントリオール)
- ローレンシャン銀行 (Banque Laurentienne - 本社：モントリオール)
- アエテルナ・ゼンタリス (Aeterna Zentaris Inc - 本社：ケベック・シティー)
- グループ・ジャン・クトゥ (Groupe Jean Coutu - 本社：ロンゲール)
- コジェコ (Cogeco - 本社：モントリオール)
- アグロプール (Agropur - 本社：ロンゲール)
- サプト (Saputo Inc. - 本社：モントリオール)
- パワー・コーポレーション (Power Corporation of Canada - 本社：モントリオール)
- プレヴォ・カー (Prevost Car - 本社：サントクレール)
- ドムタール (Domtar - 本社：モントリオール)
- アリマンタシォン・クシュタール（Alimentation Couche-Tard- 本社：ラヴァル)
- オリメル(Olymel - 本社 :サンティアサント)

## 生活
2007年時点で、ケベック州民の一人当り購買力はオンタリオ州より18%低く、北米全体では57番目である。ただし、就労人口の約4割が労働組合に属し、北米で二番目に最低賃金が高く、労働時間も少なく、早めに定年退職する。他のカナダ諸州ではキャリアと実力の差で賃金が優遇されたりするが、ケベックでは労働組合が強いため社歴や序列が重視される。
ケベックでは両親が4歳以下の子供を託児所に預けるために、以前は1日につき25-30カナダドルを支払っていたが、現在は7カナダドルに低減されている。これは低収入の家族のために1997年に州政府が助成金を大幅に引き上げたためであり、2009年度だけで約20億ドルが費やされている。その保育プログラムの成果もあって、2009年までの10年間で40%貧困率を減らすことに成功した。ちなみにオンタリオ州では、子供を託児所に預ける費用は1日につき40-60カナダドルかかる。
隣接しているオンタリオ州、ニューブランズウィック州とは良好な関係を保っているが、ニューファンドランド・ラブラドール州とは不仲である。背景には、ラブラドール地方にある水力発電会社からイドロ・ケベックへの超格安（1キロワット時あたり約0.25カナダセント）の電力販売にある。これは電力料金が安かった1969年に結ばれた契約に基づくもので、2016年以降は1キロワット時あたり0.20カナダセントまで下がり、2041年まで効力がある。この取引によりケベック側は2008年度だけで17億カナダドルの利益を得ている。発電量のほとんどが水力発電で賄われているおかげで、消費者は北米で最も安い電気料金（1キロワット時あたり5.45-7.46カナダセント）しか払っていない。

### 州民
ケベック州は植民地時代においてイギリスよりも先にフランス人の入植が始まったため、州民の圧倒的多数がフランス系であると考えられるが、2006年の国勢調査（複数回答）では66.2%がカナダ人、30.8%はフランス人と答えている。3番目に多いのがアイルランド人(5.5%)で、これはアイルランド人がカトリック教徒であったためにケベック州に順応しやすかったためである。4番目以降はイタリア人(4.0%)、イングランド人(3.3%)、インディアン諸部族(3.0%)、スコットランド人(2.7%)と続く。他には、白人と先住民（インディアン）の混血者のメティや北極圏地方にはイヌイットも居住している。

#### 移民
ケベック州はフランス人による入植開始以降、初めは主にイングランド人、スコットランド人、ドイツ人、アイルランド人などが移民の中心であった。その後はイタリア人、ユダヤ人、ポーランド人、ポルトガル人、ギリシャ人、中国人、ベトナム人、レバノン人など世界各地からより多くの移民を受け入れるようになり、近年では同じくフランス語圏であるハイチ（ハイチ系カナダ人）や、マグリブのアルジェリア、モロッコ、そしてコロンビアなどのラテンアメリカ諸国からの移民も多くなっている。
ただし、州政府の言語政策（非英語圏からの移住には英語ではなくフランス語の習得が必須、非英語圏出身者は必ずフランス語での教育を行う学校へ入学する等）により、非フランス語圏からの移民の場合は移住権を獲得した後に本国に帰国したり、英語圏であるカナダの他州やアメリカなどへ再移住する人も少なくない。たとえば、2012年から2021年にケベック州が受け入れた移民数のうち2023年時点でケベック州内に留まっている割合は、全体では73.8%、フランス語圏が大半の北アフリカ系が84.5%なのに対し、フランス語圏ではない東アジア系は44.0%、南アジア系は50.4%にすぎず、出身地域によりばらつきが見られる。
ケベック州はカナダの他の州と比べ、移住が比較的容易であるため中国人やインド人などは、ケベック州での移民権取得後に、オンタリオ州やブリティッシュコロンビア州など同胞コミュニティが大きい地域へ再移住するケースが多く、中国人は41.8%、インド人は46.2%、パキスタン人は54.7%、イラン人は44.2%しか州内にはとどまっていない。移民受け入れ数では第二位の中国人はその後にケベック州に留まってる割合は4割となり、全体の5番目にまで落ちている。対照的に、モロッコ85.8%、アルジェリア89.6%、コロンビア83.0%、ハイチ91.3%、フィリピン84.6%からの移民は高い定着率となっている。このような政策は非英語圏からの移民を他の北米地域のような英語ではなく、フランス語に定着させることでフランス語話者の割合を保つ目的がある。一方で、英語圏からの移民の場合はその類ではなく、フランス語社会への同化はそう求められない。これは、もともとケベック州に多く在住する英語系住民の権利の保護による。
日系人人口は2016年国勢調査によると6,495人を数え、ブリティッシュコロンビア州、オンタリオ州、アルバータ州に次ぐ4番目の規模となっている。その大半が戦後カナダ西部から移住した人とその子孫であり、3世、4世の時代となり多くが混血となっている。

#### 言語
公用語は仏語（ケベック・フランス語）のみであり、州内の多くの地域でフランス語以外の言語が使用されていない。
ケベック州はカナダ、及び米州で最大のフランス語話者を擁する。2006年の国勢調査では、フランス語を母語とする州民は5,877,660人で、そのうち3,770,910人はフランス語しか話さない（英語を話さない）。残りの2,105,815人だけが英語も話すバイリンガルと答えている。
ただし、州民の約8%の母語はカナダ英語である。特に、モントリオールとその周辺では英仏二か国語が話され、特にモントリオール西部はほぼ英語圏であり、多くの住民がバイリンガルもしくはトライリンガルである。また、米国国境と接するイースタンタウンシップス地方やモンテレジー地域でも英語が話されている。また、比較的少数だが、イタリア、スペイン、中東からの移民などはイタリア語やスペイン語、アラビア語などの言語を話すが、公用語のフランス語も身につけている者も多い。
ケベック独立運動が盛んになり始めた1970年代は英語系住民とフランス語系住民の対立が根強かった。言語というのは一般にいわば自身の身体の一部（身体機能の一部）と感じられているものであり、自分自身と不可分であり、生き様や根本的なアイデンティティにかかわる根の深い問題であり、フランス語のみを州公用語と定めたフランス語憲章をめぐっては、英仏言語間の根深い問題をはらみ、独立問題の大きな原因ともなっている。

#### 宗教

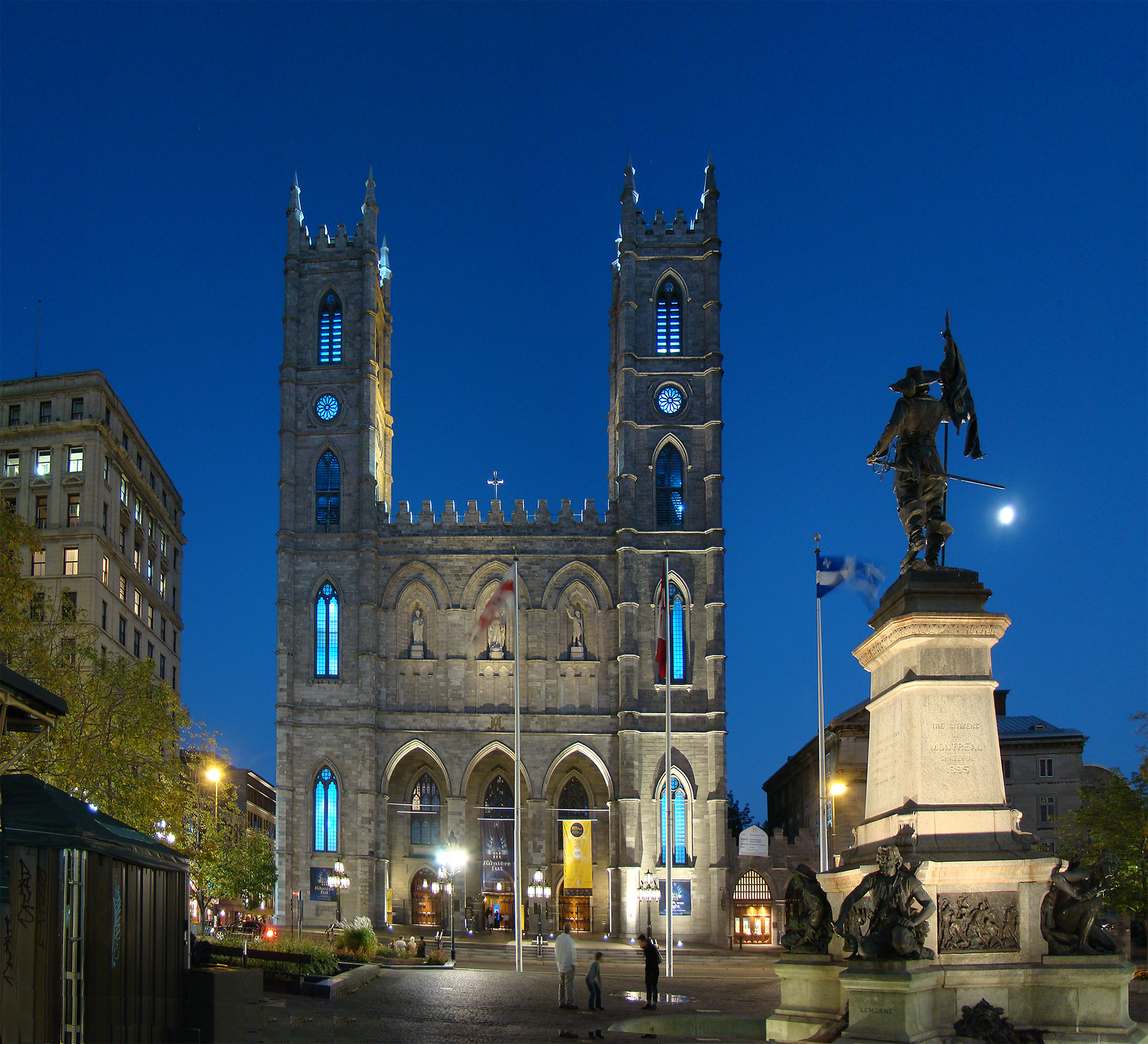
モントリオール・ノートルダム聖堂。

ケベック州民の大多数を占める、フランス系カナダ人やフランス人は自らのアイデンティティを守る精神的な支柱として、ローマ・カトリックを信仰しているため、ケベック州はカナダで最もカトリックが強力な州となっている。州民の約83%はカトリック信者で、州の守護聖人は洗礼者ヨハネである。しかしながら、現在は世俗化が進んでおり、日常的に教会に通う人は少数派である。
その他にはプロテスタント諸派、東方正教、イスラム教、ユダヤ教、ヒンドゥー教、シーク教、ヴードゥー教が信仰されており、無宗教者もいる。
- サン・ジョセフ礼拝堂 - ケベック州最大規模のカトリック教会。
- サンタンヌ・ド・ボープレ大聖堂 - ケベック州2番目の大きさをもつカトリック教会。
- 世界の女王マリア大聖堂 - ケベック州3番目の大きさのカトリックの教会。
- ノートルダム大聖堂 - 北米で最も大規模なローマ・カトリック聖堂。

## 教育

### 大学
ケベック・シティー
- ケベック大学州立行政学院 （École nationale d'administration publique）
- ケベック大学州立科学研究所 （Institut national de la recherche scientifique）
- ラヴァル大学 （Université Laval）

モントリオール
- モントリオール大学 （Université de Montréal）
- モントリオール理工科大学 （École Polytechnique de Montréal）
- モントリオール商科大学 （École des Hautes Études Commerciales de Montréal）
- マギル大学 （McGill University/Université McGill）
- コンコルディア大学 （Concordia University)
- ケベック大学モントリオール校 （Université du Québec à Montréal）
- ケベック大学高等工科大学 （École de technologie supérieure）
- ケベック大学テレビ通信大学 （Télé-Université）

ガティノー
- ケベック大学ウタウエ校 （Université du Québec en Outaouais）

サグネー
- ケベック大学シクチミ校 （Université du Québec à Chicoutimi）

シェルブルック
- シェルブルック大学 （Université de Sherbrooke）
- ビショップス大学 （Bishop's University）

トロワ・リヴィエール
- ケベック大学トロワ・リヴィエール校 （Université du Québec à Trois-Rivières）

ルーァン・ノランダ 
- ケベック大学アビチビ・テミスカミング校 （Université du Québec en Abitibi-Témiscamingue）
- リムースキ
- ケベック大学リムスキー校 （Université du Québec à Rimouski）

## 交通

### 空路

#### 空港
- モントリオール・トルドー国際空港 （IATA空港コード：YUL）主要旅客業務として利用。
- モントリオール・ミラベル国際空港 （IATA空港コード：YMX）貨物用及びチャーター機のみの利用。
- ケベック・ジャン・ルサージ国際空港（IATA空港コード：YQB）ケベック・シティーにある空港。

### 道路
ケベック州の道路網は、ケベック自動車保険公社（Société de l'assurance automobile du Québec：SAAQ）によって管理されており、高速道路、国道、地域道、集配道路、林道などを含めて、総延長は約185,000kmに及ぶ。さらに、ケベック州には約12,000の橋梁、トンネル、擁壁、カルバート（排水用の暗渠）などの構造物が存在する。中でも、ケベック橋（Pont de Québec）、ラビオレット橋（Pont Laviolette）、ルイ＝イポリット・ラフォンテーヌ橋トンネル（Pont-tunnel Louis-Hippolyte-La Fontaine）などが知られている。これらのインフラは、州内の交通や物流を支える重要な役割を果たしている。

#### 高速道路
- ケベック州高速道路（Réseau autoroutier québécois）：ケベック州内の高規格自動車専用高速道路網。

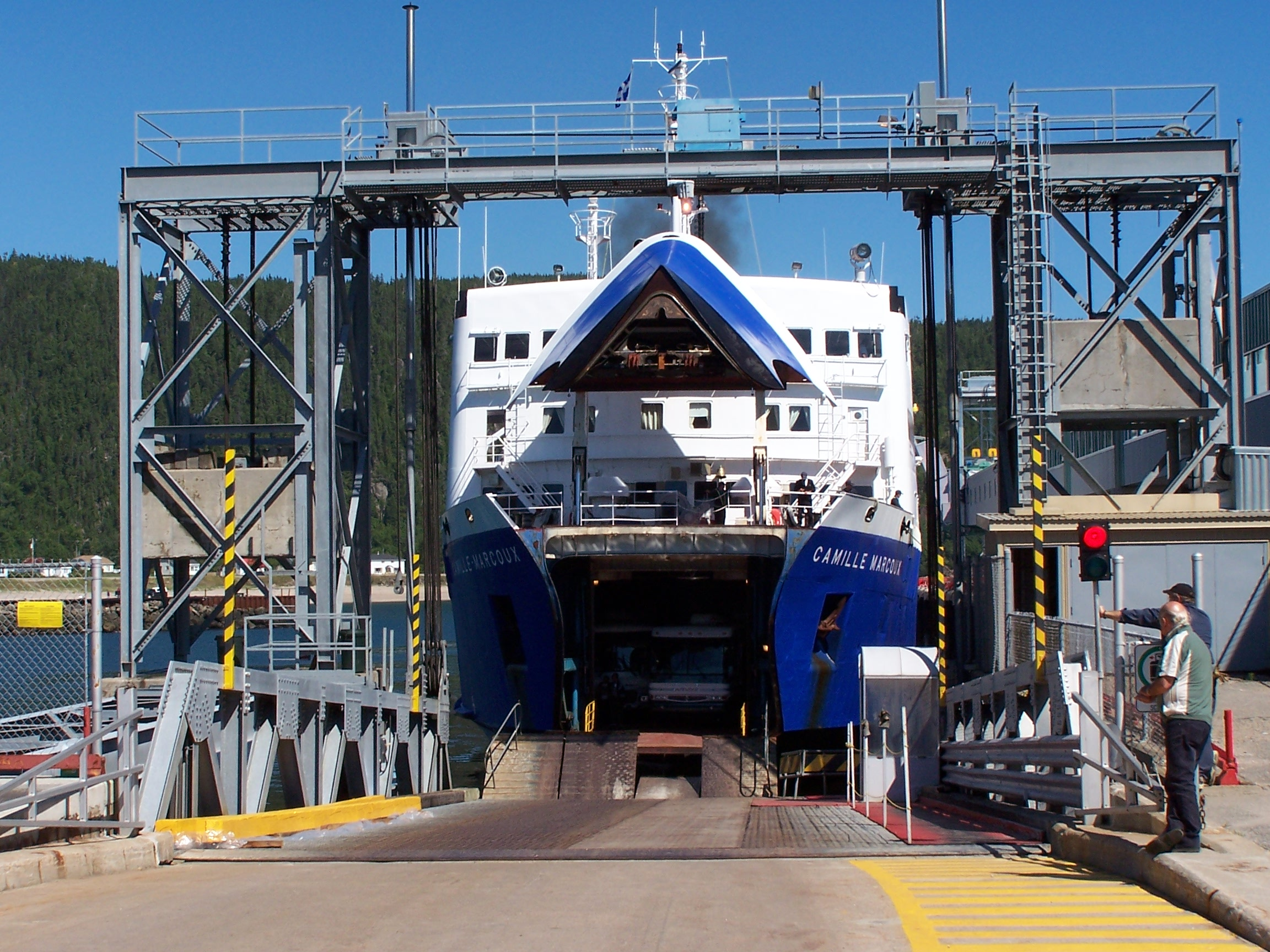
ケベック・フェリー公社のフェリー「N・M・カミーユ・マルクー（Camille-Marcoux）Société des traversiers du Québec

### 水運
セントローレンス川の水域には、貨物の積み替えを行うための深水港が8か所設けられている。2003年には、3,886隻の貨物船と970万トンの貨物がセントローレンス海路のケベック州区間を通過したと記録されている。これらの港は、国内外との物流拠点として重要な役割を果たしており、ケベック州経済の中核の一つとなっている。
また、ケベック・フェリー公社（Société des traversiers du Québec、略称STQ）は1971年に設立されたケベック州政府が所有する公営企業で、州内の主要なフェリーサービスを運営している。モントリオールからブラン＝サブロン、さらにはマドレーヌ諸島まで13の航路を管理しており、そのうち9つは直接運営している。

### 鉄道
ケベック州には6,678kmの鉄道路線があり、北米全体の鉄道ネットワークに統合されている。これらの鉄道は主にカナディアン・ナショナル（CN）やカナダ太平洋鉄道（CP）によって貨物輸送を目的として利用されているが、VIA鉄道（Via Rail）やアムトラック（Amtrak）を通じて都市間の旅客輸送にも使用されている。
また、2012年4月にはラブラドール・トラフ地域における鉱業や資源開発を支援する目的でのプロジェクトとして、セ＝ティル（Sept-Îles）から北方へ延びる約800kmの鉄道建設する新たな計画が発表された。

## 観光

### 世界遺産
ケベック州内には、ユネスコの世界遺産リストに登録された文化遺産が1件、自然遺産が1件存在する。

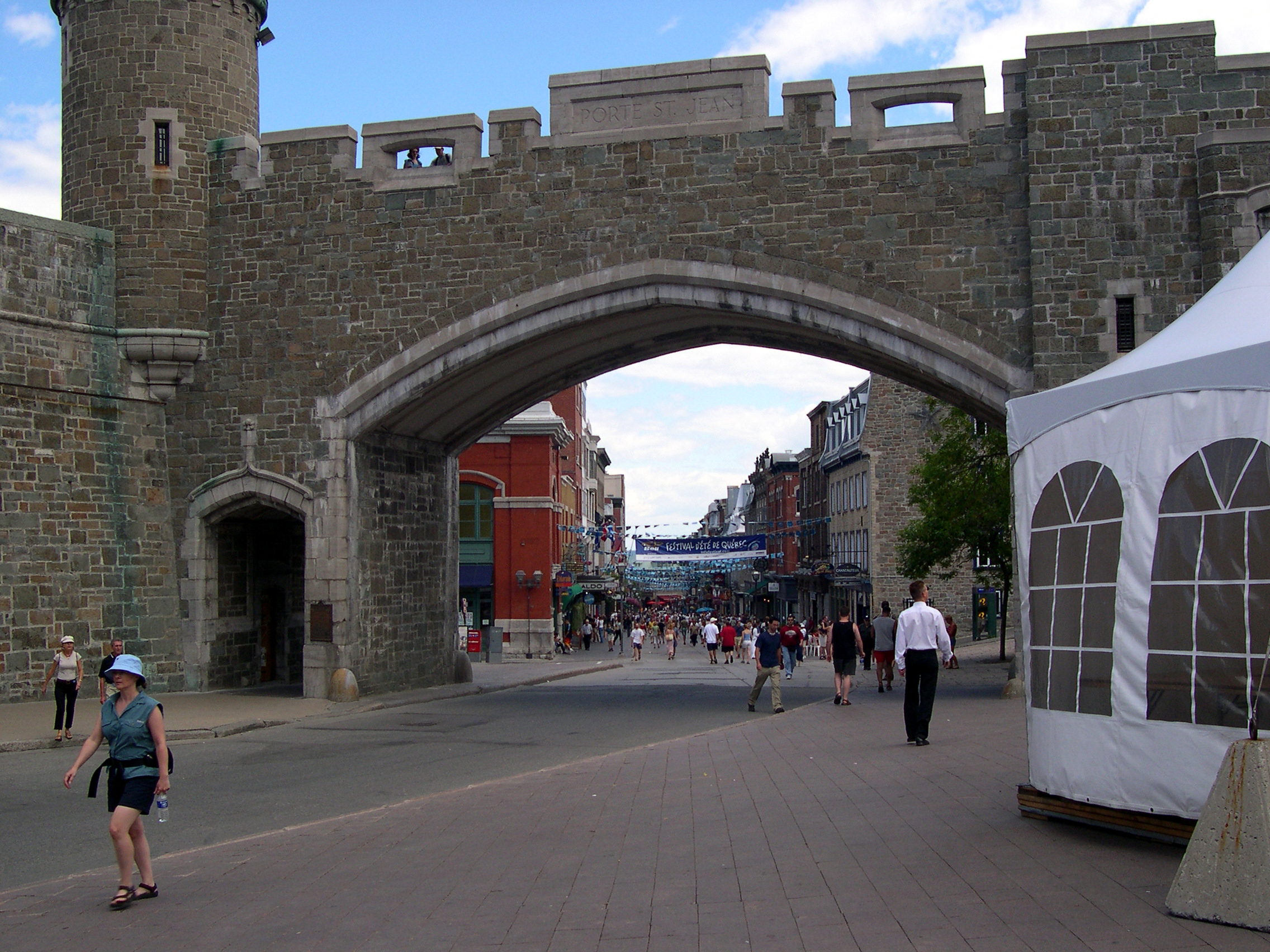
ケベック歴史地区（北アメリカ唯一の城塞を有する） - 1985年、文化遺産として登録。
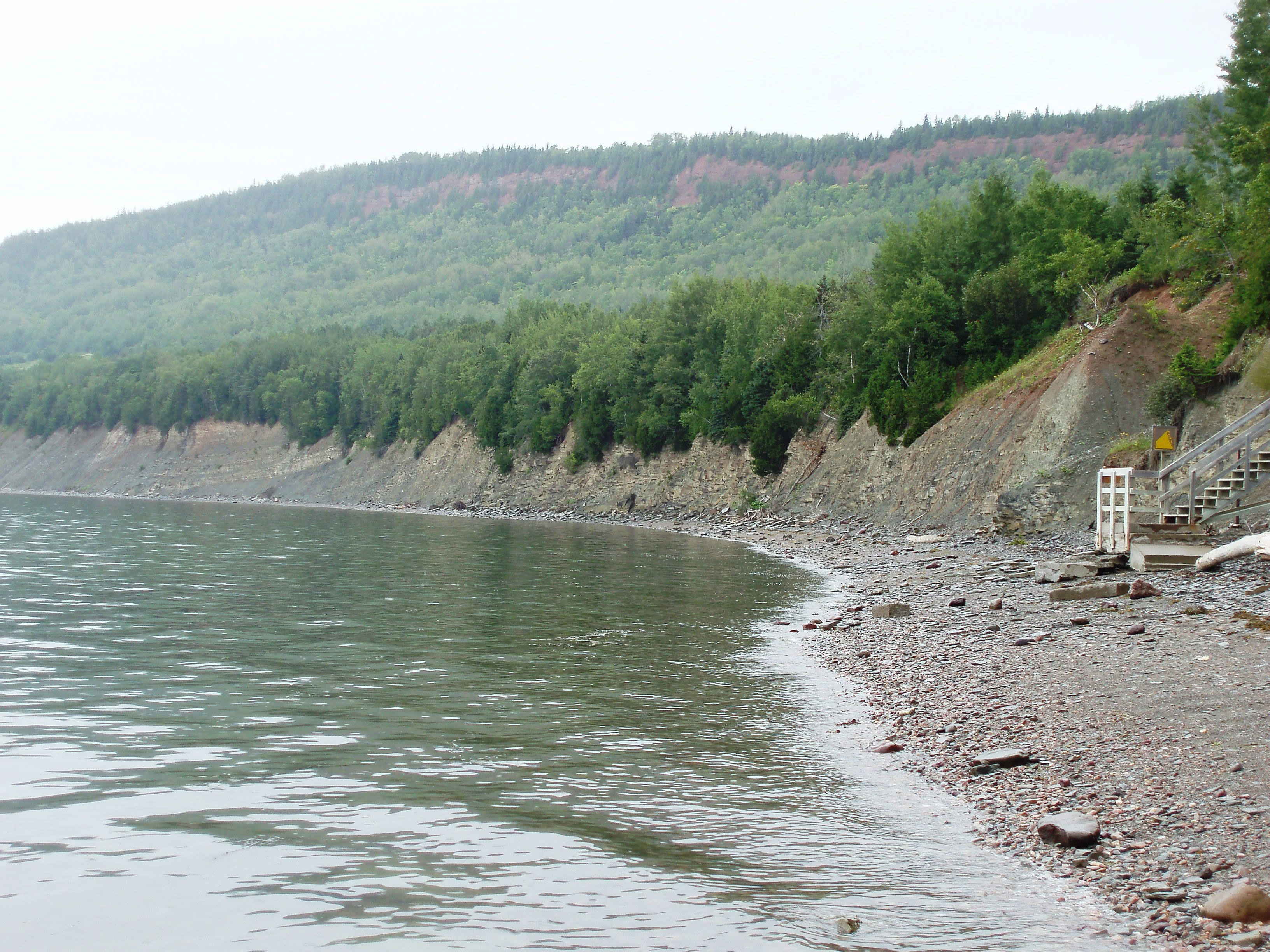
ミグアシャ国立公園（デボン紀の重要な地層を含む） - 1999年、自然遺産として登録。

### 観光スポット

#### リゾート地
- モン・トランブラン （Mont Tremblant/Laurentides）
- 東部地区（Cantons-de-l'Est/Estrie）

## 文化・名物
米州、及びフランス語圏でも最大級のフランス語都市であるモントリオールが文化の中心であり、ケベック文化が栄えている。シルク・ドゥ・ソレイユを生み出すなど、ケベック州はカナダにおける文化・芸術の中心地となっている。

### 食文化
フランス系移民の影響でフランスの食文化を受け継いだものが主体となっており、カナダで最も食文化が発達している州である。
メープルシロップの生産が盛んであり、カナダ全体の生産量のおよそ9割をケベック州が占めている。また、プーティンというケベック生まれのファストフードが今では代表的なカナダ料理となっている。他にはモントリオール式ベーグルやスモークミートなどはユダヤ人移民が生み出したケベックの代表的食文化である。

### 映画
モントリオールでは例年モントリオール国際映画祭（WFF）が開かれる。

### 音楽
クラシック音楽の分野ではモントリオール交響楽団が有名である。
ジャズの分野では世界的ジャズピアニストのオスカー・ピーターソンがケベック州出身であり、毎年7月上旬開催のモントリオール国際ジャズフェスティバル（MIJF）では約2週間で200万人の聴衆が集まる。
また、ポピュラー音楽の分野ではフランス語圏であるため他の英語圏の州とは異なる独自の音楽シーンを形成している。世界的に有名なセリーヌ・ディオンやレナード・コーエンがケベック州出身である他、ロックではシンプル・プラン、ヘヴィメタルにおいては、ヴォイヴォド、クリプトプシーなどの世界的に有名な優れたバンドを生み出してきた。他に歌手としてコリー・ハート、ガルー、リンダ・ルメイなど。
ケベックの人に親しまれてきた歌手には、フェリックス・ルクレール、ジル・ヴィニョー、リュック・プラモンドン、ロベール・シャルルボワ、マルジョー、ローランス・ジャルベール、ディアヌ・テル（fr:Diane Tell）などがいる。

### 祝祭日
| 日付           | 日本語表記              | 現地語表記（仏語）              | 備考 |
| -------------- | ----------------------- | ------------------------------- | ---- |
| 1月1日         | 元日                    | Nouvel an                       |      |
| 6月24日        | 国家の日 (聖ヨハネの日) | Fête nationale du Québec        |      |
| 7月1日         | カナダの日              | Fête du Canada                  |      |
| 4月第一月曜日  | 復活祭                  | Lundi de Pâques                 |      |
| 5月25日        | 国家愛国者の日          | Journée nationale des Patriotes |      |
| 9月第一月曜日  | 労働者の日              | Fête du travail                 |      |
| 10月第二月曜日 | 感謝祭                  | Action de grâces                |      |
| 12月25日       | クリスマス              | Noël                            |      |
| 12月26日       | クリスマスの翌日        | Lendemain de Noël               |      |

### フェスティバル
サン・ジャン・バチスト祭（fr:fête de Saint-Jean-Baptiste）
聖ヨハネの祝日である6月24日におこなわれる州のお祭り。
モントリオール花火フェスティバル（fr:International des Feux Loto-Québec）
6月初旬から7月末にかけてセントヘレナ島（fr:Île Sainte-Hélène）にある遊園地ラ・ロンド（fr:La Ronde）でおこなわれる国際花火大会。
モントリオール国際ジャズ・フェスティバル
6月末から7月初めの約10日間開催される世界最大規模のジャズ・フェスティバル。
ケベック市・サマー・フェスティバル（fr:Festival d'été de Québec）
7月中旬に約10日間おこなわれ、音楽ライブや大道芸人のパフォーマンスが披露される。
コメディ・フェスティバル（en:Just for Laughs）
フランコフォン・フェスティバル（fr:Les Francos de Montréal）
7月末から8月上旬にかけておこなわれるフランス語音楽のフェスティバル。
ヌーヴェル・フランス祭り（fr:Fêtes de la Nouvelle-France）
フランス人がケベックに入植しヌーヴェル・フランスという新しい文化圏を築いたことを祝う祭りで、8月初旬にケベック市で開催される。
モントリオール国際映画祭
8月末から9月初めにかけて開催される国際映画祭。
ガティノー熱気球フェスティバル（fr:Festival de montgolfières de Gatineau）
9月初旬にガティノーで開催される熱気球のフェスティバル。
紅葉フェスティバル
9月末から10月初めにかけてケベック州南部では紅葉が美しく、各地でフェスティバルが開催されている
ハロウィン
クリスマス
モントリオール雪祭り
1月末から2月初めにかけてモントリオールで開催される雪祭り。
ケベック市雪祭り
1月末から2月初めにかけてケベック市で開催される北米最大規模の雪祭り。
ウィンタールード（fr:Bal de neige）
2月中旬に開催されるフェスティバルで、オタワ市のリドー運河を中心に、対岸のガティノーでもイベントがおこなわれる。
モントリオール・ハイライト・フェスティバル（fr:Montréal en lumière）
モントリオールで2月下旬から開催される食と光のフェスティバル。

### スポーツチーム
- アイスホッケー (NHL) - 近代アイスホッケーのルールはケベック州で誕生し、州民の間では圧倒的な人気スポーツとなっている。
  - モントリオール・カナディアンズ （Montreal Canadiens）

※ケベック・ノルディクス (1972年 - 1995年) →コロラド・アバランチ (現在、新たなケベック・ノルディクスの設立が検討されている。)
- カナディアンフットボール （CFL）
  - モントリオール・アルエッツ （Montreal Alouettes）
- サッカー
  - モントリオール・インパクト (Montreal Impact) (ユナイテッドサッカーリーグ1部に所属していたが、2010年にNorth American Soccer Leagueに移籍。しかし2012年にMLSへ参加する。)
- 野球
  - モントリオール・エクスポズ (1969年 - 2004年) →ワシントン・ナショナルズ
  - ケベック・キャピタルズ (Québec Capitales)(1999 - )(カナディアン・アメリカン・リーグ)

### スポーツイベント
- F1カナダGP - 毎年6月にモントリオールで開催しており、北米で最もモータースポーツが盛んな土地である。そのため、オートマチック車が圧倒的な北米の中では例外的にマニュアル車の割合が高い。

## 出身関連著名人
- ジュヌヴィエーヴ・ビュジョルド - 女優
- セリーヌ・ディオン - 歌手
- エリック・ガニエ - 野球選手
- マリオ・ルミュー - アイスホッケー選手
- ジョルジュ・サンピエール - 総合格闘家
- ブライアン・マルルーニー - 政治家
- ジャン・クレティエン - 政治家
- ピエール・トルドー - 政治家
- ピーター・カレン - 声優
- パトリス・デジーレ - ゲームクリエイター
- ウィルフリッド・ローリエ - 政治家
- ルイ・サンローラン - 政治家
- アンドレ・ギャニオン - 作曲家
- ジル・ヴィルヌーヴ - F1ドライバー

## その他情報
- NATOフォネティックコードでQはQuebec (ケベック) が使われる。